# 道の駅ちはやあかさか
道の駅ちはやあかさか（みちのえき ちはやあかさか）は、大阪府南河内郡千早赤阪村二河原辺にある国道309号の道の駅である。

## 施設
当道の駅は、建物面積が約135平方メートルと小さく（家屋・直売所・トイレの3か所の合計）、大阪府内では最も小さい道の駅となっている（建物のみ、札幌テレビ放送『どさんこワイド』が調査した2019年時点）。このことから、キャッチフレーズとして「日本一かわいい道の駅」が公式ウェブサイトなどで使用されている。
- 駐車場（大型車の駐車スペースは設置されていない）
  - 普通車：82台
  - 身障者用：4台
- トイレ
- 売店・喫茶（9:00 - 17:00） - ここでは、千早赤阪村の名所「下赤阪の棚田」（日本の棚田百選）にちなんだ「村まるごと!棚田カレー」が提供されている[3][4]。

### 管理団体
- 運営者：一般社団法人ちはやあかさかくらす[5]

## 休館日
- 毎週火曜日
- 年末年始

## アクセス
- 国道309号（村道水分延命寺線で連絡） - 登録路線

自動車
- 近畿自動車道松原JCTから40分。
- 阪和自動車道美原ICから40分。

公共交通機関（路線バス）
- 近畿日本鉄道（近鉄）長野線 富田林駅から4市町村コミバス（金剛ふるさとバス）千早線「千早赤阪村役場」バス停 下車徒歩9分、または白木線「北水分」バス停 下車徒歩10分[6]

## 周辺
- 千早赤阪村立郷土資料館、くすのきホール（千早赤阪村立のイベントホール）、楠公誕生地 - 一連の敷地内
- 楠公産湯の井戸 - 徒歩5分
- 奉建塔 - 徒歩8分
  - スイセンの丘 - 奉建塔近くに5万本の水仙が群生する。1月初旬～2月中旬が見ごろ。
- 建水分神社 - 徒歩10分
- 千早赤阪村役場
- 大阪府道705号富田林五條線
- 国道309号